# Landkreis Neuburg-Schrobenhausen
Landkreis Neuburg-Schrobenhausen är ett distrikt i Oberbayern, Bayern, Tyskland. Huvudstad är Neuburg an der Donau.

## Geografi
Distriktet ligger i den nordvästra delen av Oberbayern.